# Gian Marco Berti
Pour les articles homonymes, voir Berti.
Gian Marco Berti, né le 11 novembre 1982, est un sportif saint-marinais pratiquant le tir dans la discipline de la fosse olympique.
Il remporte une médaille d'argent sur l'épreuve mixte de fosse olympique lors des Jeux olympiques de Tokyo, la première médaille de ce métal pour Saint-Marin à des Jeux olympiques.

## Biographie
Berti remporte une médaille d'argent sur l'épreuve mixte de fosse olympique lors des Jeux olympiques de Tokyo, associé à sa compatriote Alessandra Perilli.
Aux Jeux méditerranéens de 2022, il est médaillé de bronze en trap.
Son père, Gian Nicola Berti, participe aux Jeux olympiques de Séoul et est capitaine-régent de Saint-Marin, avec Massimo Andrea Ugolini, du 1er avril au 1er octobre 2016.